# Богданов (агрогородок)
Богданов (бел. Багда́наў) — агрогородок в Воложинском районе Минской области Республики Беларусь. В составе Вишневского сельсовета.

## География
Агрогородок расположен в 30 км в направлении на северо-запад от города Воложин. Железнодорожная станция Богданов на линии Молодечно — Лида. Пролегает дорога Н-8268.
Ближайшие населённые пункты Богданово, Десятники и др.

### Гидрография
В 2 км от агрогородка протекает река Ольшанка.

## История
Известен со второй половины XVI века как имение Богдана Сапеги. С XVII века местечко в Ошмянском уезде, усадьба Сапегов. С 1653 года владение Пацев, с 1696 года — Чеховичей. Чеховичи заложили здесь ботанический сад с питомником бобров. С 1836 года Богданов во владении Рущиц.
До 1945 года — в гмине Вишнев Воложинского повета Новогрудского воеводства Польши.
В 2011 году посёлок Богданов преобразован в агрогородок.
До 28 июня 2013 года Богданов входил в состав и был центром Богдановского сельсовета.

## Население

### Численность
- 2009 год — 381 жителей

### Динамика
- 1999 год — 483 жителей (перепись населения)
- 2009 год — 381 жителей (перепись населения)

## Экономика
- ОАО «Богдановское»

## Культура
- Музей ГУО «Богдановская средняя школа»

## Достопримечательность
- Памятник на братской могиле советских воинов и партизан[3]
- Водонапорная башня

## Галерея

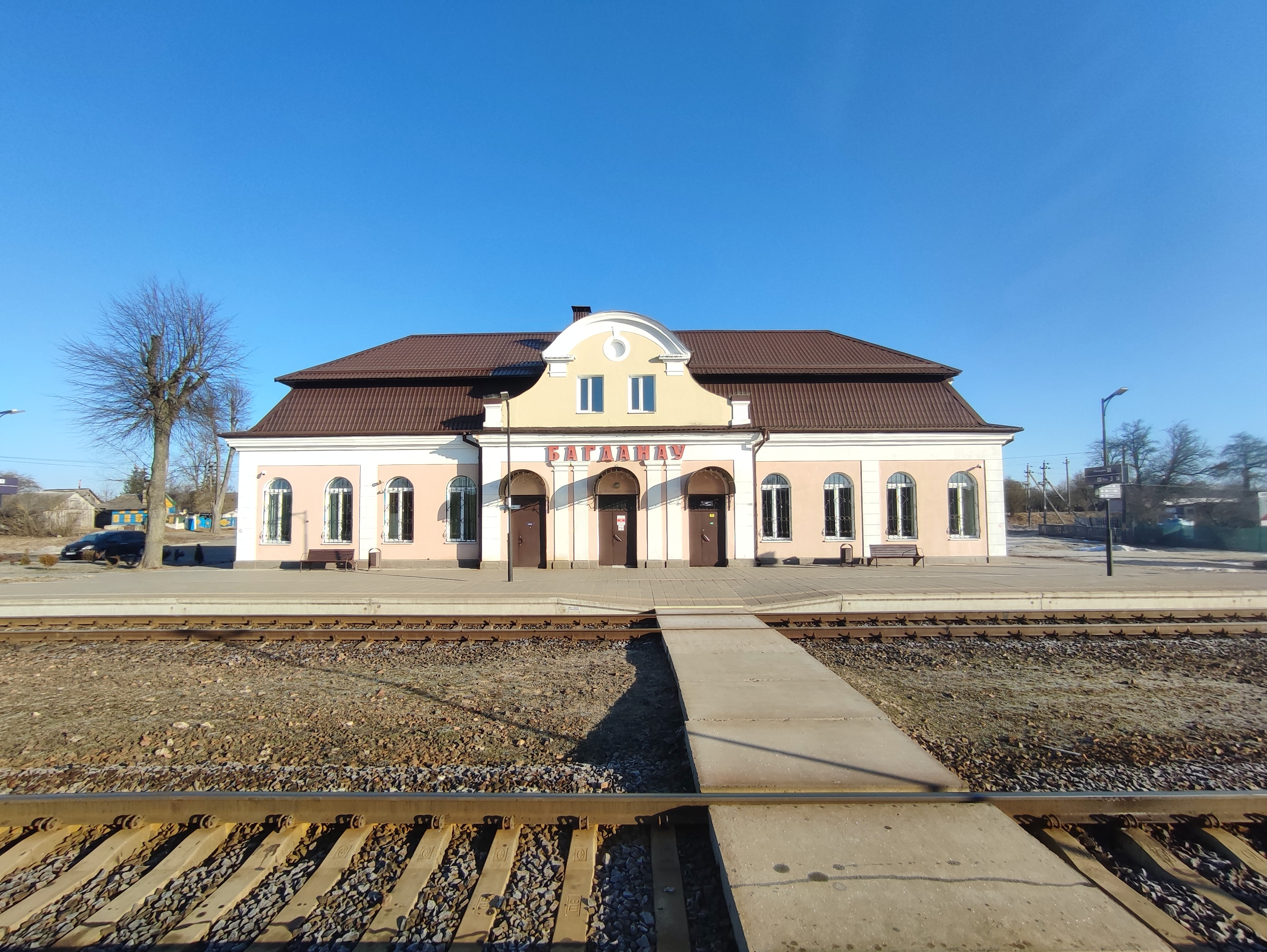
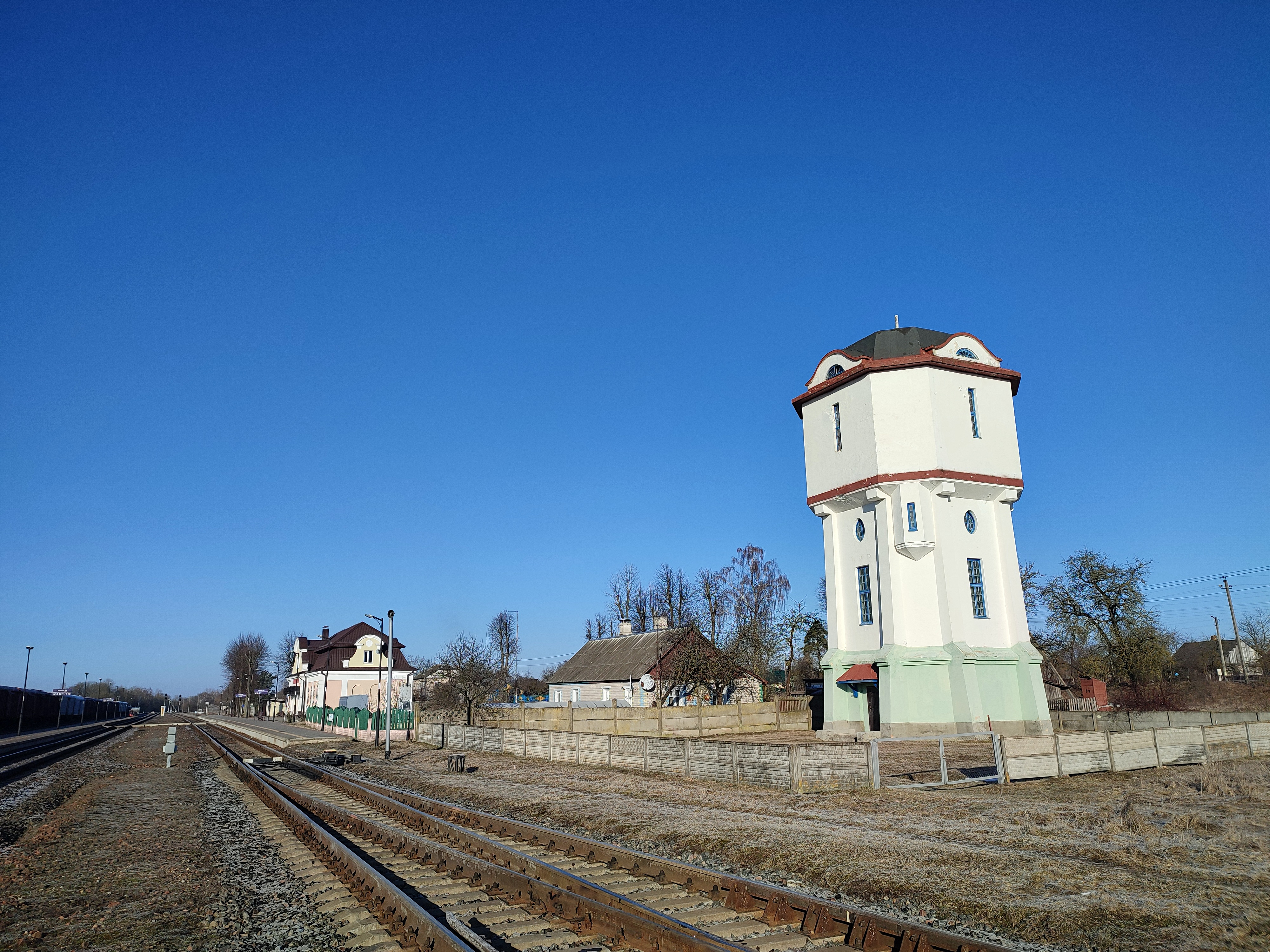
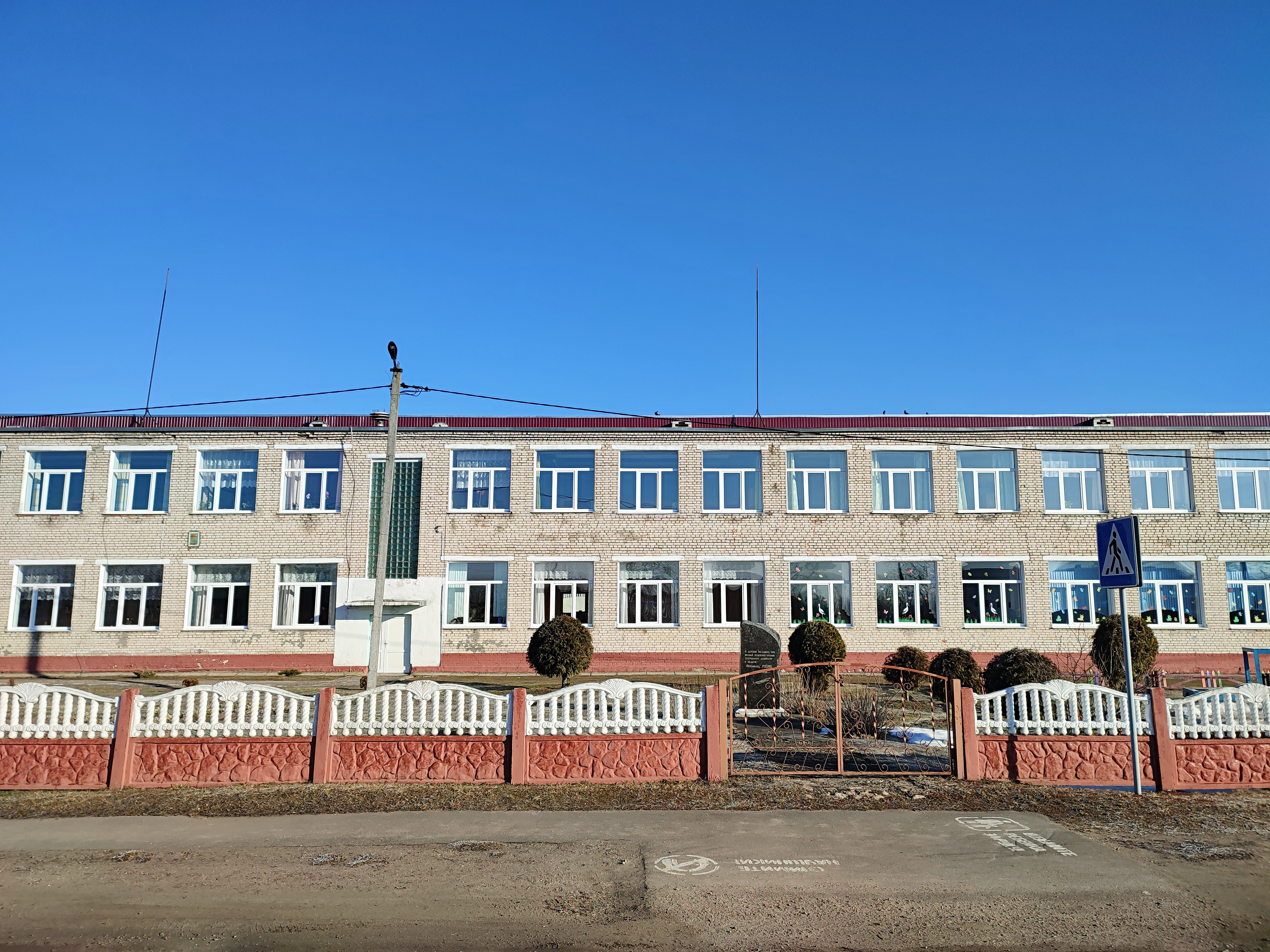

## Известные лица
В Богданове родился, жил и работал художник, график, театральный декоратор и педагог Фердинанд Рущиц (1870—1936).